# Iophon scandens
Iophon scandens är en svampdjursart som först beskrevs av James Scott Bowerbank 1866.  Iophon scandens ingår i släktet Iophon och familjen Acarnidae. Inga underarter finns listade i Catalogue of Life.